# Rzeczenica (gmina)
Rzeczenica – gmina wiejska w województwie pomorskim, w powiecie człuchowskim. W latach 1975–1998 gmina położona była w województwie słupskim.
W skład gminy wchodzi 7 sołectw: Breńsk (obejmuje także miejscowości: Przyrzecze, Dzików, Łuszczyn, Gockowo, Zalesie), Brzezie (z miejscowościami Trzmielewo i Jeziernik), Gwieździn (z miejscowością Zbysławiec), Międzybórz (obejmuje także miejscowości: Przeręba, Sporysz, Cierniki, Iwie, Jelnia i Zadębie), Olszanowo (z miejscowościami Garsk i Grodzisko), Pieniężnica (z miejscowością Knieja), Rzeczenica (z miejscowościami Bagnica i Lestnica).
Siedziba gminy to Rzeczenica.
Według danych z 2017 gminę zamieszkiwały 3653 osoby. Natomiast według danych z 31 grudnia 2019 roku gminę zamieszkiwało 3607 osób.

## Struktura powierzchni
Według danych z roku 2002 gmina Rzeczenica ma obszar 274,92 km², w tym:
- użytki rolne: 27%
- użytki leśne: 66%

Gmina stanowi 17,46% powierzchni powiatu.

## Demografia
Tab. 1. Dane demograficzne z 30 czerwca 2004:
| Opis                              | Ogółem | Ogółem | Kobiety | Kobiety | Mężczyźni | Mężczyźni |
| --------------------------------- | ------ | ------ | ------- | ------- | --------- | --------- |
| jednostka                         | osób   | %      | osób    | %       | osób      | %         |
| populacja                         | 3735   | 100    | 1925    | 51,5    | 1810      | 48,5      |
| gęstość zaludnienia (mieszk./km²) | 13,6   | 13,6   | 7       | 7       | 6,6       | 6,6       |

## Miejscowości

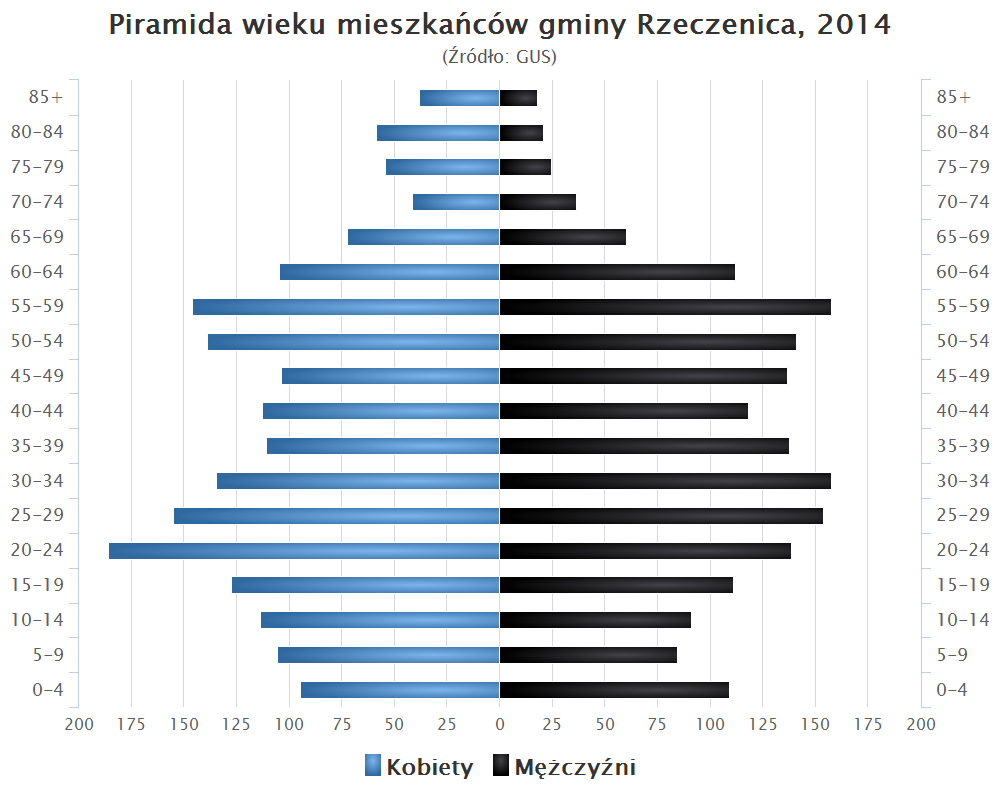
Piramida wieku mieszkańców gminy Rzeczenica w 2014 roku

| Tab. 2. Miejscowości podstawowe oraz ich integralne części w administracji gminy Rzeczenica z wyrażeniem ich położenia.                                                                   | Tab. 2. Miejscowości podstawowe oraz ich integralne części w administracji gminy Rzeczenica z wyrażeniem ich położenia. | Tab. 2. Miejscowości podstawowe oraz ich integralne części w administracji gminy Rzeczenica z wyrażeniem ich położenia. | Tab. 2. Miejscowości podstawowe oraz ich integralne części w administracji gminy Rzeczenica z wyrażeniem ich położenia. |
| Identyfikator SIMC | Nazwa miejscowości | Rodzaj miejscowości | Położenie geograficzne                                                                                                  |
| --- | --- | --- | --- |
| 0750190 | Bagnica | osada leśna | 53°46′59″N 17°05′10″E/53,783056 17,086111                                                                               |
| 0750020 | Breńsk | wieś | 53°43′54″N 17°02′20″E/53,731667 17,038889                                                                               |
| 0749985 | Brzezie | wieś | 53°50′12″N 16°55′34″E/53,836667 16,926111                                                                               |
| 0750103 | Cierniki | osada | 53°47′51″N 17°01′01″E/53,797500 17,016944                                                                               |
| 1065390 | Działek | osada | 53°47′17″N 16°58′00″E/53,788056 16,966667                                                                               |
| 0749991 | Dzików | wieś | 53°45′11″N 17°01′41″E/53,753056 17,028056                                                                               |
| 0750149 | Garsk | kolonia | 53°42′14″N 17°10′06″E/53,703889 17,168333                                                                               |
| 0750050 | Gockowo | osada | 53°43′18″N 17°03′47″E/53,721667 17,063056                                                                               |
| 0997186 | Gockówko | osada | 53°44′40″N 17°04′16″E/53,744444 17,071111                                                                               |
| 0750155 | Grodzisko | wieś | 53°43′19″N 17°08′06″E/53,721944 17,135000                                                                               |
| 0750072 | Gwieździn | wieś | 53°44′13″N 17°11′31″E/53,736944 17,191944                                                                               |
| 0750110 | Iwie | osada leśna | 53°47′30″N 16°59′34″E/53,791667 16,992778                                                                               |
| 0750221 | Jeziernik | osada | 53°50′07″N 16°52′28″E/53,835278 16,874444                                                                               |
| 0750178 | Knieja | osada | 53°49′14″N 16°59′33″E/53,820556 16,992500                                                                               |
| 1066389 | Kowale | przysiółek wsi Grodzisko                                                                                                | 53°42′49″N 17°09′14″E/53,713611 17,153889                                                                               |
| 0750209 | Lestnica | osada | 53°46′54″N 17°07′12″E/53,781667 17,120000                                                                               |
| 0750008 | Łuszczyn | część wsi Dzików | 53°45′49″N 17°01′33″E/53,763611 17,025833                                                                               |
| 0750095 | Międzybórz | wieś | 53°46′38″N 17°00′01″E/53,777222 17,000278                                                                               |
| 1066395 | Mulnica | osada | 53°46′22″N 17°09′48″E/53,772778 17,163333                                                                               |
| 0750132 | Olszanowo | wieś | 53°41′29″N 17°07′59″E/53,691389 17,133056                                                                               |
| 0750161 | Pieniężnica | wieś | 53°51′31″N 16°57′50″E/53,858611 16,963889                                                                               |
| 0750037 | Przeręba | osada | 53°45′01″N 16°58′18″E/53,750278 16,971667                                                                               |
| 0750014 | Przyrzecze | część wsi Dzików | 53°44′45″N 17°01′51″E/53,745833 17,030833                                                                               |
| 0750184 | Rzeczenica | wieś | 53°45′27″N 17°06′32″E/53,757500 17,108889                                                                               |
| 0750126 | Sporysz | osada | 53°48′13″N 17°01′03″E/53,803611 17,017500                                                                               |
| 0750215 | Trzmielewo | wieś | 53°51′08″N 16°52′07″E/53,852222 16,868611                                                                               |
| 0750043 | Zadębie | osada leśna | 53°44′18″N 16°55′15″E/53,738333 16,920833                                                                               |
| 0750066 | Zalesie | osada | 53°43′05″N 17°05′54″E/53,718056 17,098333                                                                               |
| 0750089 | Zbysławiec | część wsi Gwieździn | 53°43′54″N 17°10′13″E/53,731667 17,170278                                                                               |
| Źródła: Wykaz urzędowych nazw miejscowości i ich części (xls),Dz.U. z 2013 r. poz. 200 oraz Dz.U. z 2015 r. poz. 1636, Zbiory danych państwowego rejestru nazw geograficznych -2025-06-15 | | | |

## Rezerwat przyrody

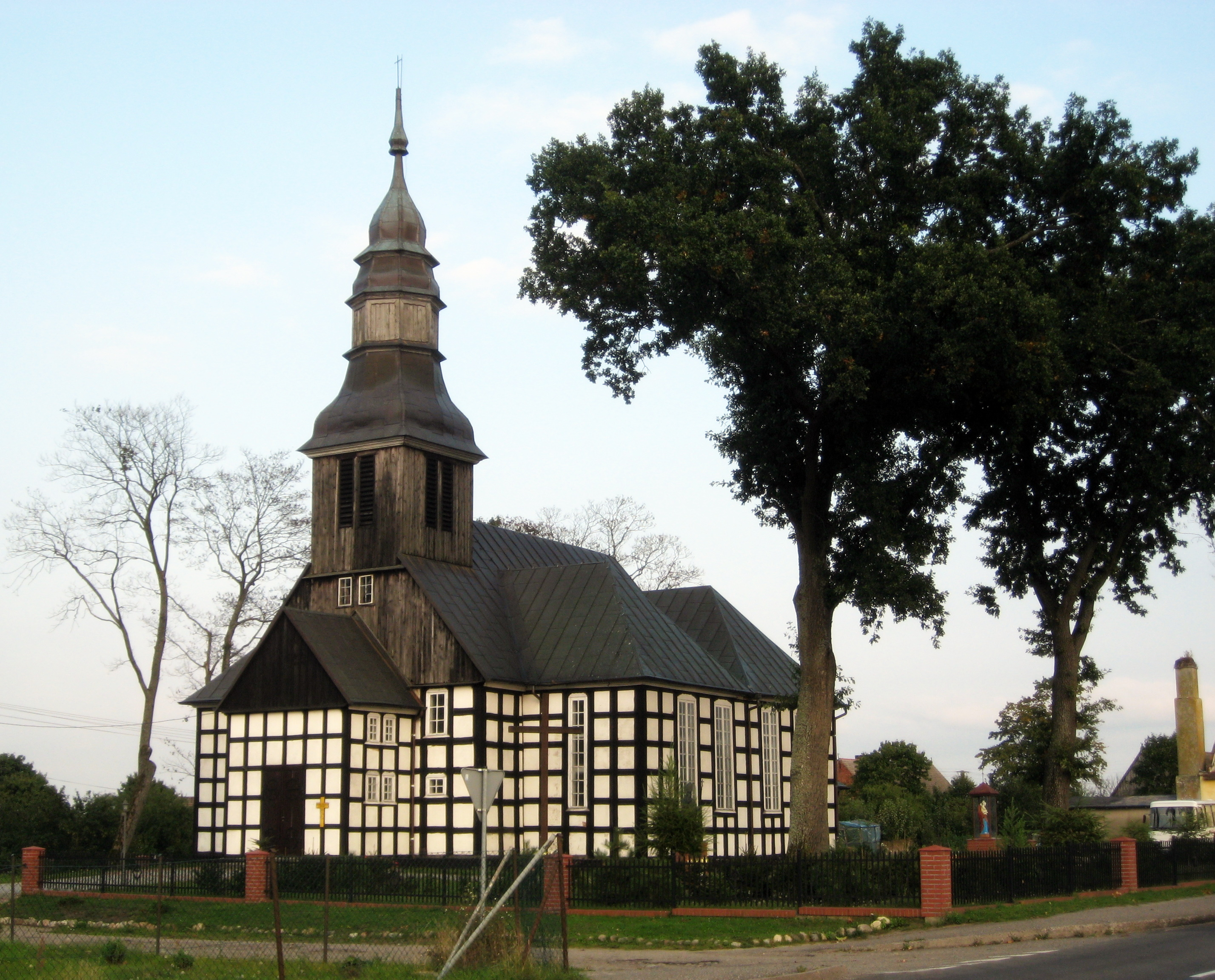
Kościół z drewnianą wieżą w Brzeziu w gminie Rzeczenica

- Rezerwat przyrody Bocheńskie Błoto
- Rezerwat przyrody Cisy w Czarnem
- Rezerwat przyrody Międzybórz

## Sąsiednie gminy
Biały Bór, Czarne, Człuchów, Koczała, Przechlewo, Szczecinek